# Ральф Кляйн
Ральф Кляйн (англ. Ralph Phillip Klein) (нар. 1 листопада 1942, Калгарі, Альберта, Канада — пом. 29 березня 2013, Калгарі, Альберта, Канада) — журналіст, політичний діяч, 13-й прем'єр канадської провінції Альберта.

## Біографія
Перед початком політичної кар'єри був журналістом, працював на телевізійній станції CFCN-TV і радіостанції CFCN. 15 жовтня 1980 був обраний мером міста Калгарі, займав цю посаду на час проведення Зимових Олімпійських ігор 1988.
У 1989 уперше балотувався і переміг на виборах в Законодавчу палату провінції Альберта, став Міністром довкілля.
5 грудня 1992 очолив Прогресивно Консервативну партію Альберти (англ. Progessive Conservative Party of Alberta) і 12 грудня 1992 обійняв посаду прем'єра Альберти.
В 1993 році Консервативна партія перемогла на провінційних виборах і набрала 57 місць з 84 в палату провінції Альберта  — та майже 45 відсотків голосів. Лаврентій Дікур і Ліберальна партія Альберти на великий подив програли вибори.
В 1997 році Консервативна партія перемогла вдруге на провінційних виборах і виграла уже 63 місця до палати провінції Альберта — майже 51 відсоток голосів виборців.
В 2001 році Консервативна партія перемогла втретє на провінційних виборах вигрвши 74 місця до палати провінції Альберта — а також майже 62 відсотки голосів виборців.
В 2004 році вчетверте переміг на провінційних виборах, де його партія отримала 62 місця в палату провінції Альберта — та майже 47 відсотків голосів виборців.
Кляйн пішов у відставку з посади прем'єр Альберти в 2006 році.

## Спадщина
На початку прем'єрства Кляйна, дефіцит бюджету провінції було важливою проблемою, і становив понад 23 мільярди дол. Кляйн пообіцяв збільшити провінційний бюджет і усунути провінційний дефіцит. Він зменшував фінансування оздоровчих і мистецьких програм.
1. ↑  Find a Grave — 1996.